# Tatunca Nara
Tatunca Nara, eigentlich Hansi Richard Günther Hauck (* 5. Oktober 1941 in Grub am Forst), ist ein deutsch-brasilianischer Hochstapler, der vorgibt, Oberhaupt eines indigenen Volksstammes in Brasilien zu sein.

## Leben
Die Öffentlichkeit erlangte erstmalig im Sommer 1972 Kenntnis von Tatunca Naras Existenz. Damals tauchte das braungebrannte angebliche Oberhaupt eines indigenen Stammes in Brasilien auf und gab an, der Häuptling eines unbekannten Volkes zu sein. Er lebe mit seinem Volk in unterirdischen Gewölben unterhalb des Regenwaldes, und es lebten dort auch etwa zweitausend deutsche Soldaten, die im Zweiten Weltkrieg zwischen 1941 und 1945 mit U-Booten nach Brasilien gekommen seien. Skeptisch wurden zunächst die brasilianischen Behörden, da Tatunca Nara nur gebrochen Portugiesisch sprach, Deutsch dagegen perfekt beherrschte.
Mitte der 1970er Jahre wurde der deutsche Auslandskorrespondent Karl Brugger auf Tatunca Nara aufmerksam. Tatunca, der selbst gern kontrovers diskutierte Autoren wie Erich von Däniken las, erzählte ihm die Geschichte seines angeblichen Volkes und wollte mit Brugger auf Entdeckungsreise gehen. Zunächst wollte man eine verlassene Pyramide im Regenwald suchen, die Außerirdische dort vor langer Zeit gebaut haben sollten. Brugger, angetan und stark überzeugt von Tatuncas Worten, schrieb die Geschichte des Tatunca Nara auf und veröffentlichte sie unter dem Titel Die Chronik von Akakor als Buch, das 1976 auch in Deutschland erschien. Tatunca Nara machte daraufhin für kurze Zeit weltweit Schlagzeilen und wurde insbesondere von der Anhängerschaft der Parawissenschaft Prä-Astronautik hofiert.
Um Geld zu verdienen, bot sich Tatunca Nara als Urwaldführer für Touristen an. Der erste Tourist, der häufiger kam und ähnlich wie Brugger nach der Entdeckung von Pyramiden und Tatuncas unterirdischer Stadt „Akakor“ strebte, war der Amerikaner John Reed. Er begann 1980 zusammen mit dem vorgeblichen Häuptling eine Expedition zu Tatuncas Volk im Regenwald. Tatunca kehrte von dieser Reise allein zurück; von John Reed fehlt seitdem jede Spur. Ähnlich erging es dem Schweizer Forstwirt Herbert Wanner: Er kehrte ebenfalls von einer Expedition mit Tatunca Nara im Jahr 1983 nicht zurück. Später wurde sein Skelett mit einem offenbar von einer Gewehrkugel stammenden Loch im Schädel an einem Fluss im Urwald gefunden. Schließlich verschwand auch die Yogalehrerin Christine Heuser aus Kehl, die mit Tatunca Nara im Jahr 1987 eine Expedition in den Urwald unternehmen wollte, unter ungeklärten Umständen. Tatunca Nara wehrte sich gegen jegliche Anschuldigungen bezüglich Mordes oder Unfalles der drei vermissten Personen.
1984 wurde Karl Brugger in Rio de Janeiro auf offener Straße in einem Raubüberfall erschossen. Er hatte kurz zuvor seine Stellung gekündigt und selbstständig eine weitere Expedition zu Tatuncas vermeintlichem Volk (ohne diesen) geplant.
1990 nahmen sich der deutsche Abenteurer Rüdiger Nehberg und der Filmemacher Wolfgang Brög des Falles an. Unter dem Vorwand, einen Film über ihn drehen zu wollen, unternahm Brög mit zwei Frauen und Tatunca eine Urwaldexkursion. Bei dieser Gelegenheit filmte Brög die widersprüchlichen Aussagen Tatuncas. Nach monatelangen Recherchen und Dreharbeiten gelang es, die Lügen und Widersprüche zu entlarven. Der 58-minütige Film wurde 1991 im ARD-Abendprogramm gezeigt und anteilig in der True-Crime Dokumentation der ARD verwendet. Zum Fall „Tatunca Nara“ hat Rüdiger Nehberg das Buch Abenteuer Urwald geschrieben.
Das Bundeskriminalamt ermittelte Ende der 1980er Jahre „wegen des Verdachts der Tötung und des Verschwindenlassens dreier Personen“, dass Tatunca Nara in Wirklichkeit als Günther Hauck in Coburg (Bayern) geboren wurde und Anfang der 1960er Jahre aus wirtschaftlichen Schwierigkeiten – unter anderem Unterhaltsschulden gegenüber seinen drei Kindern – aus Deutschland verschwand. Das Verfahren wurde „wegen Abwesenheit des Beschuldigten“ eingestellt.
Tatunca lebt nach wie vor in Barcelos (Amazonas) am Rio Negro. Seine zweite Frau Anita Katz Nara starb am 15. Januar 2019. Sein brasilianischer Pass weist ihn als „Tatunca Nara, Herkunft Indio“ aus. Im Jahr 2003 ließ er sich für geisteskrank erklären. Er arbeitete als Touristenführer in der Region von Barcelos.

## Veröffentlichungen
- Tatunca Nara: Die Chronik von Akakor / erzählt von Tatunca Nara. Karl Brugger. (Sonderausgabe) Kopp Verlag, Rottenburg 2000, ISBN 3-930219-28-X.
- Wolfgang Brög: Das Geheimnis des Tatunca Nara. Dokumentation, 58 Min, WDR 1990, DVD bei Iris Film
- Tatunca Nara, Karl Brugger (Bearb.): Die Chronik von Akakor / erzählt von Tatunca Nara, dem Häuptling der Ugha Mongulala. Econ, Düsseldorf, Wien 1976, ISBN 3-430-11588-4.
- Podcast: Schwarze Akte – True Crime: Eine tödliche Legende – Das Geheimnis von Akakor. Julep Studios, München, Deutschland 2024 (youtube.com).
- ARD (NDR/SWR): Tatunca Nara und die Toten im Dschungel. Dokuserie 3 × 30 Min, 25. Juli 2024, NDR/ARD Mediathek, verfügbar bis 26. Juni 2026.